# Distria Krasniqi
Distria Krasniqi, född 10 december 1995, är en kosovansk judoutövare.
Krasniqi tog guld i extra lättvikt vid olympiska sommarspelen 2020 i Tokyo. Vid olympiska sommarspelen 2024 gick Krasniqi upp en viktklass till 52 kg och tog då silver efter förlust mot Diyora Keldiyorova i finalen.